# Ducula obiensis
Ducula obiensis, "rostkejsarduva", är en fågel i familjen duvor inom ordningen duvfåglar. Den betraktas oftast som underart till moluckkejsarduva (Ducula basilica), men urskiljs sedan 2014 av IUCN och Birdlife International som egen art. Den kategoriseras av IUCN som livskraftig. Fågeln förekommer på ön Obi i Moluckerna.

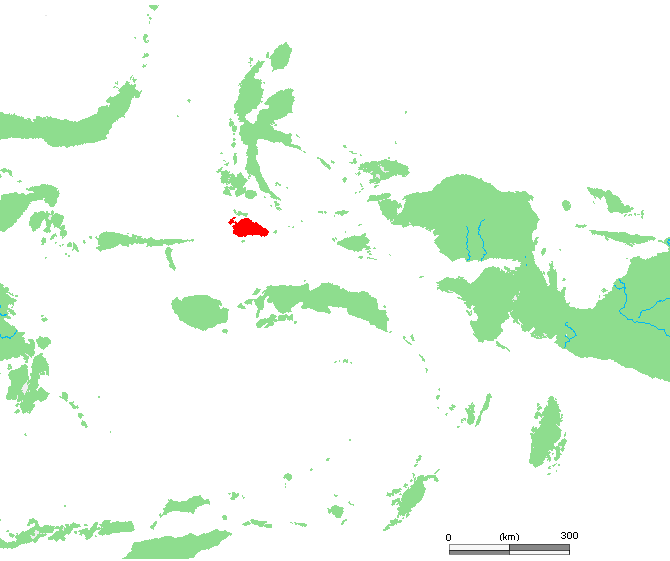
Ön Obi i Moluckerna där fågeln förekommer.